# Tersec
Tersec är ett släkte av skalbaggar. Tersec ingår i familjen långhorningar.
Kladogram enligt Catalogue of Life:
| Tersec | \| \| Tersec ergatoides \| \| \| \| \| \| Tersec infans \| \| \| \| |
|        | \| \| Tersec ergatoides \| \| \| \| \| \| Tersec infans \| \| \| \| |
|        | Tersec ergatoides                                                   |
|        |                                                                     |
|        | Tersec infans                                                       |
|        |                                                                     |